# Henryka Gorzkowska
Henryka Gorzkowska (ur. 1914, zm. 30 listopada 2010) – polska „Sprawiedliwa wśród Narodów Świata”. 

## Życiorys
W trakcie II wojny światowej Henryka Gorzkowska ps. Różycka, była znana Żydom uciekającym z warszawskiego getta jako osoba humanitarna, zawsze gotowa do pomocy. Jako działaczka Żegoty (Rady Pomocy Żydom) Gorzkowska udostępniła uciekinierom swoje mieszkanie w Piastowie pod Warszawą do czasu znalezienia im stałego lokum. Gorzkowska zdobywała także dla uchodźców „aryjskie” dokumenty, wspierała ich finansowo, odwiedzała w ich kryjówkach, udzielała wsparcia moralnego i materialnego. Wśród wielu Żydów, którym Gorzkowska pomagała, byli Henry Rosen; Jerzy i Balbina Perscy; i Józefa Maciejewicza. W styczniu 1944 r. Gestapo aresztowało Gorzkowską za pomaganie Żydom. Po brutalnym przesłuchaniu na Pawiaku trafiła do obozu koncentracyjnego Ravensbrück, gdzie przeżyła aż do wyzwolenia. Gorzkowska, ryzykując życie dla ratowania Żydów, kierowała się współczuciem i poczuciem obowiązku wobec prześladowanych, nie oczekując niczego w zamian.   
W ostatnich latach życia mieszkała we wsi Dziechowo w gminie Sępólno Krajeńskie. W lipcu 2009 r. została odznaczona Krzyżem Komandorskim Orderu Odrodzenia Polski.   
Była znajomą Ireny Sendlerowej.   
Spoczęła na cmentarzu Powązkowskim w Warszawie.   
27 grudnia 1976 r. Instytut Jad Waszem uhonorował Henrykę Gorzkowską medalem „Sprawiedliwy wśród Narodów Świata”.